# Колбейтън Сигдоурсон
Колбейтън Сигдоурсон (на исландски: Kolbeinn Sigþórsson) е исландски футболист, нападател, който играе за френския Нант и националния отбор на Исландия.
Със своите 18 гола за националния отбор, той заема второ място в класацията за най-много голове за националния отбор.

## Клубна кариера

### ХК
Започва кариерата си във Викингур, преди да се премести в ХК, където прави дебюта си за първия отбор 3 дни преди да навърши 16 г. За него през сезона играе в 5 мача, в които отбелязва 1 гол. С добрите си игри за юношите и първия отбор веднага привлича вниманието на колоси като Реал Мадрид и Арсенал, като след края на сезона решава да се премести в академията на АЗ Алкмаар в Холандия.

### АЗ Алкмаар
След като се присъединява към АЗ Алкмаар през 2007, Сигторсон играе за различните младежки формации, преди да направи дебюта си за първия отбор на 5 август 2010 в мач от Лига Европа срещу Гьотеборг. През последвалия сезон Сигторсон се превръща в основен нападател и голмайстор на отбора. Към играча интерес проявяват отбори като Борусия Дортмунд, Нюкасъл и Аякс. Аякс излиза с оферта от €2 милиона евро, като Ситорсон веднага дава съгласието си.

### Аякс Амстердам
На 4 юли 2011 Аякс и АЗ Алкмаар официално обявяват трансфера, като сумата по него е €4,5 милиона евро. При представянето си Сигторсон заявява, че за него е чест да играе в клуба, където са играли Денис Бергкамп и Франк де Бур. Първия си гол за Аякс отбелязва в приятелски мач срещу Брьондби. Превръща се в основн нападател и в новия си отбор, но получава контузия, която го вади от игра за 5 месеца. За Аякс изиграва 80 официални мача, в които отбелязва 31 гола.

### Нант
След края на сезон 2014/15 Нант плаща €3,5 милиона евро на Аякс за правата на Сигторсон. Сделката е официално осъществена на 2 юни 2015. Представен е през същия ден, взимайки екип с номер 9.

## Национален отбор
След като през годините играе за различни младежки национални гарнитури, Сигторсон прави дебюта си на 21 март 2010 в приятелски мач срещу Фарьорските острови, като отбелязва един от головете за победата на Исландия. Дебютът му в официален мач е на 7 септември 2010 в квалификация за Евро 2012 срещу Дания, като Исландия губи с 0–1. Първия си гол отбелязва на 6 септември 2011 в европейска квалификация срещу Кипър, а попадението се оказва и победно. На 27 май 2012 отбелязва гол в приятелски мач срещу Франция, но впоследствие Исландия губи мача. На 6 февруари 2013 за пръв път е капитан на отбора, в приятелски мач срещу Русия. Впоследствие треньорът Ларс Лагербек обявява, че за в бъдеще Сигторсон ще бъде капитан, когато Арон Гунаршон не играе.

### Евро 2016
Сигторсон отбелязва един от головете в първия квалификационен мач срещу Турция, който Исландия печели с 3–0. На 12 юни 2015 отбелязва един от головете за победата с 2–1 срещу Чехия, която до голяма степен е решаваща за класиране на отбора на Евро 2016.
На 10 май 2016 излиза официалният списък с играчи на Исландия за Евро 2016, като Сигторсон попада в списъка.

## Успехи

### Аякс
- Шампион на Холандия (3): 2011-12, 2012-13, 2013-14
- Суперкупа на Холандия: 2013